# Levočský dům
Levočský dům je pozdně gotická stavba obytného domu v Košicích, pocházející z 15. století, která se nachází na nároží Hlavní a Univerzitní ulice.
Dvoupodlažní dům s výrazným arkýřem na kamenných konzolách nad vchodem, průčelím situován do nejvýznamnější městské ulice, je nejstarším a dodnes nepřetržitě fungujícím hostincem na Slovensku a jednou z nejstarších budov svého druhu v Evropě.
Zajímavě vyznívá historie, jak dům přišel ke svému nynějšímu jménu. Původně, krátce po svém vzniku, patřil košickému rodákovi, královskému kancléři a pozdějšímu ostřihomskému arcibiskupovi Jurajovi Satmárimu. Dalším vlastníkem domu byl komorský hrabě a uherský palatin Alexej I. Turzo, který ho v roce 1542, rok před svou smrtí, odkázal rodné Levoči (odtud nese dům své pojmenování). Od té doby se v něm ubytovávali levočští kupci, kteří na svých obchodních cestách zavítali do Košic.
V roce 1569 dům odkoupilo město Košice, které zachovalo jeho dosavadní využití, ale jako ubytovací hostinec již sloužil všem. Postupně si vybudoval poměrně významné postavení díky úrovni poskytovaných služeb, takže se stal vyhledávaným i mezi příslušníky vyšší společnosti (např. v březnu 1626 se v něm konala oddací hostina sedmihradského knížete Gabriela Bethlena, tehdejšího pána města, s Kateřinou Braniborskou).
Zcela odlišné využití měl dům v polovině 17. století. V roce 1640 v něm totiž řád jezuitů zřídil lékárnu, která patřila podle dobových dokumentů svou odbornou úrovní mezi nejslavnější v celém Uhersku.
Pozdější období přinesla domu mnoho stavebních úprav a přestaveb, z nichž jednou z nejvýznamnějších byla v 17. století přístavba renesančních arkád ve dvoře. Dodnes dům zaujme vícero renesančními a gotickými architektonickými prvky.